# Атлетико Сан Мигел
Футболен Клуб Атлетико Сан Мигел е базиран в Сан Мигел, Буенос Айрес. Клубът играе в една от долните лиги на Аржентина, а именно Премиера C Метрополитана.

## Tитли
- Премиера D Метрополитана: 1

1979
- Премиера C Метрополитана: 1

1984

## Известни играчи
- Жосе Ачиари
- Кристиан Едуардо Хименез
- Жозе франсиску Сан Филипо